# Roraima (hora)
Roraima (také Roraima Tepui, resp. španělsky Cerro Roraima nebo portugalsky Monte Roraima) je nejvyšší ze skupiny stolových hor známých pod názvem tepui v Jižní Americe. Poprvé byla popsána anglickým cestovatelem Walterem Raleighem roku 1596. Zaujímá rozlohu 50 km², vypíná se 400 m a výše nad okolním terénem a zahrnuje trojmezí Venezuely, Brazílie a Guyany. Stolové hory v Guyanské vysočině patří k nejstarším geologickým útvarům na Zemi, které vznikly v době prekambria před dvěma miliardami let.
Tepui částečně zasahuje do venezuelského národního parku Canaima (30 000 km²) a brazilského národního parku Monte Roraima (1 167 km²).

## Vrcholy

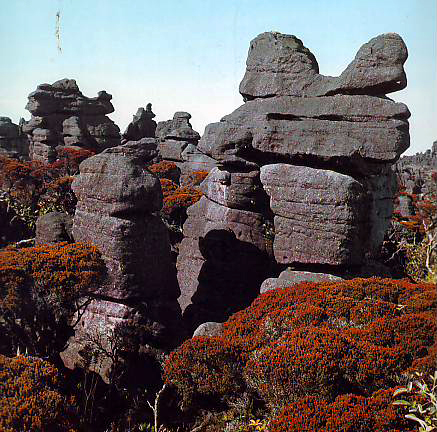
Skalní útvary a porosty Bonnetie roraimae ve vrcholových partiích Roraimy

Náhorní plošina s průměrnou nadmořskou výškou okolo 2700 m je nejvyšší v okruhu 550 km, což je hodnota její topografické izolace. Nejbližší vyšší horou je směrem na západo-jihozápad Cerro Marahuaca.
Hlavní vrchol, pojmenovaný Maverick Rock, dosahuje výšky 2810 m a nachází se v jižní části náhorní plošiny na území Venezuely, asi 6 km jiho-jihozápadně od výše zmíněného trojmezí.
Nejvyšší bod Guyany i brazilského státu Roraima dosahuje výšky 2750 m a nachází se asi 1 km od trojmezí.

## Prvovýstup
I když jsou příkré svahy náhorní plošiny obtížně přístupné, byla Roraima první velkou tepui, jež byla zdolána. Everard im Thurn prošel zalesněným svahem v prosinci 1884 a vyšplhal na podivně větrem a vodou vymodelovanou náhorní plošinu. Stejná cesta se používá k výstupu dodnes.

## Kultura
Známý tvůrce Sherlocka Holmese spisovatel Arthur Conan Doyle se nechal v roce 1912 inspirovat zprávami z viktoriánských expedic německých bratrů Schomburgkových k hoře a napsal klasický dobrodružný příběh Ztracený svět, který byl také několikrát zfilmován a stal se i inspirací pro scénář k filmu Jurský park.